# Aisetas
Der Aisetas ist ein langer und gewundener See im östlichen Litauen, dessen Fläche von etwa 5 km² sich zu zwei Dritteln auf die Rajongemeinde Molėtai und zu einem Drittel auf die von Utena verteilt. Wichtigster Zufluss im Westen des Sees ist die Alné, im Nordosten stellt der Fluss Aiseta eine Verbindung zum See Kiaunas (0,64 km² Fläche, 5,5 km Länge) her, welcher seinerseits über den Fluss Kiauna (deutsch: Marder) in die Žeimena, einen rechten Zufluss der Neris, entwässert. Im Norden ist der Aisetas über eine See-Enge mit dem Galuonis (2,975 km² Fläche, 5,1 km Nord-Süd-Ausdehnung, 18,7 km Uferlänge) verbunden.
Der Aisetas ist ein glazialer See, welcher in der Eiszeit durch Gletscher und Schmelzwasser (glaziale Rinnen) seine heutige Form erhielt – das ihn umgebende Steilufer ist größtenteils dicht bewaldet. Für den Aisetas typische Fische sind Plötzen, Barsche, Hechte, Brassen, Welse und Aale.
Die Wassertemperatur am Boden des Sees beträgt das ganze Jahr über konstant 4 bis 5 °C, im Hochsommer bildet sich eine 5 m starke Schicht wärmeren Oberflächenwassers. Um den See verteilt liegen die acht Dörfer Alnė, Žvaigždžiakalnis, Saliniškis, Šnieriškės, Pavajuonis, Paeisetė II, Gatakiemis und Ščiurys.